# Fontaine du palais de Tokyo

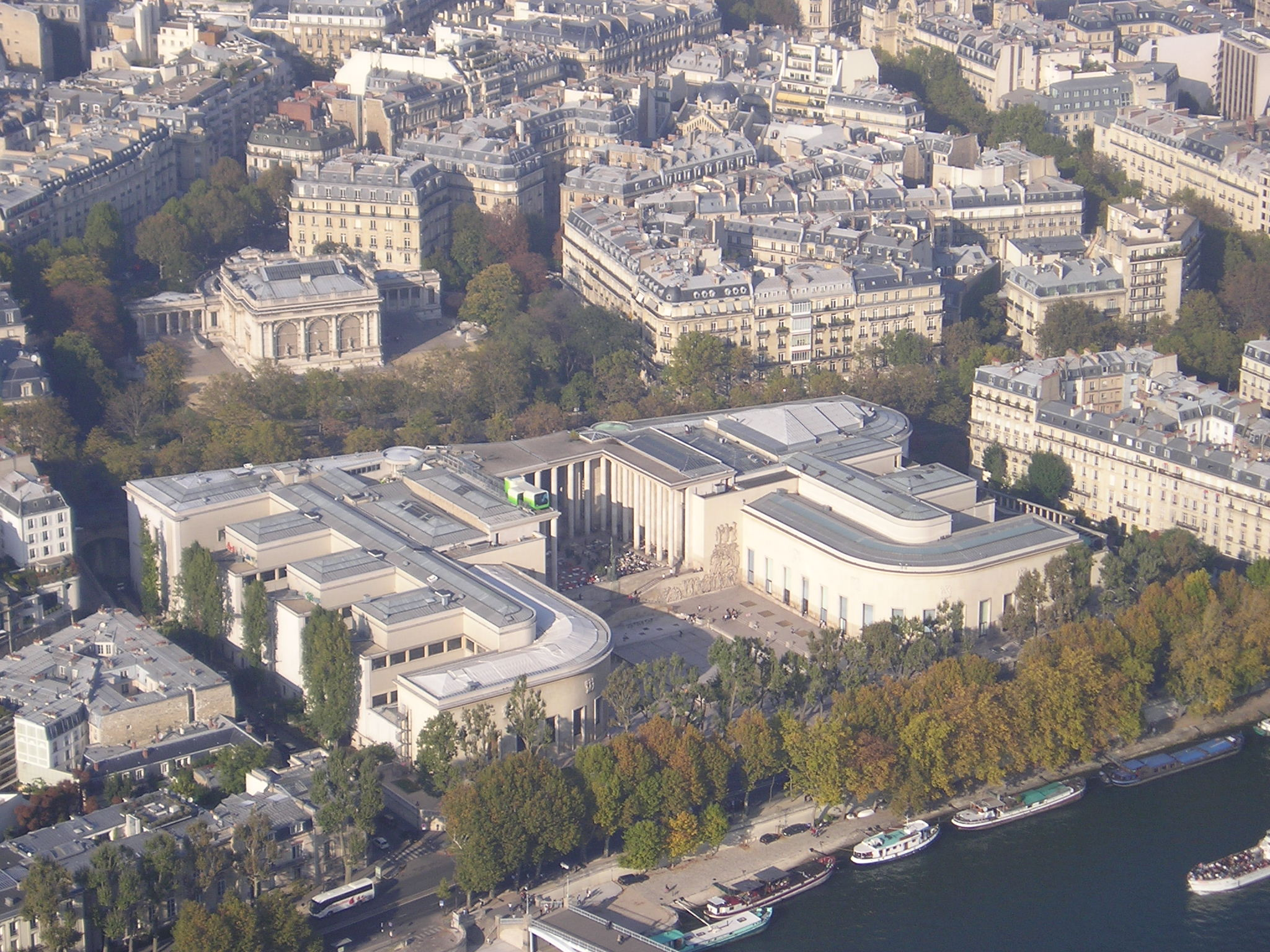
La fontaine et le palais vus depuis la tour Eiffel.

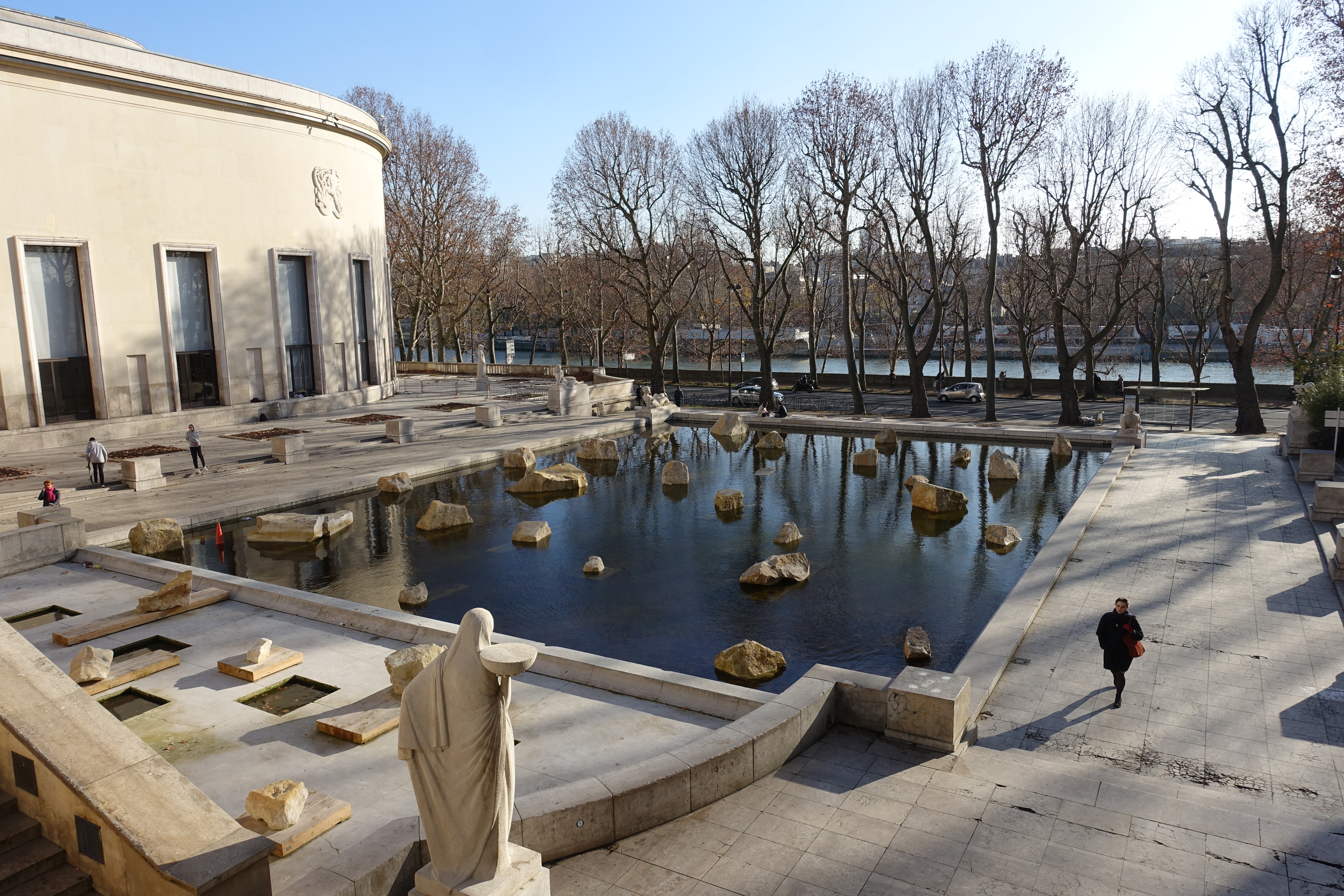
Bassin.

La fontaine du palais de Tokyo est une fontaine située au sein du palais de Tokyo, dans le 16e arrondissement de Paris.

## Historique
En 1937, pour l'exposition spécialisée de Paris est édifié le palais de Tokyo, qui contient de nos jours deux musées consacrés à l’art moderne, disposé dans deux ailes. Au centre de celles-ci, face à l'avenue de New-York et la Seine est créée une fontaine s'apparentant à une pièce d'eau de forme rectangulaire. De nos jours, l'état du bassin, totalement asséché, est dans un état de délabrement avancé et attend d'éventuels travaux de rénovation. C'est aussi un lieu très fréquenté par de nombreux skaters.
Ce site est desservi par les stations de métro Iéna et Alma - Marceau.

## Description
La fontaine est composée d'un bassin rectangulaire, aux quatre coins duquel sont disposées des statues, les Quatre Nymphes couchées, œuvres de Léon Drivier, Louis Dejean et Auguste Guénot. Un « buffet d'eau », travail de Félix Févola, surplombe le bassin et est orné sur les côtés jusqu'aux bâtiments de bas reliefs d'Alfred Janniot, La Légende de la mer et La légende de la terre. La fontaine, située sur un parvis, voit à son entrée deux autres statues : La Femme maure d'Anna Quinquaud et La Jeune Vendangeuse de Pierre Vigoureux.
Sur la base d'une étude des puits artésiens de Paris, les artistes Cyril Verde et Mathis Collins émettent l'hypothèse de la présence d'un puits artésien désaffecté sous le palais de Tokyo qui pourrait alimenter une fontaine à la surface. 